# Lannéanou
Lannéanou (bret. Lanneanoù) – miejscowość i gmina we Francji, w regionie Bretania, w departamencie Finistère.
Według danych na rok 1990 gminę zamieszkiwało 357 osób, a gęstość zaludnienia wynosiła 22 osoby/km² (wśród 1269 gmin Bretanii Lannéanou plasuje się na 913. miejscu pod względem liczby ludności, natomiast pod względem powierzchni na miejscu 620.).